# Bahnhof Buttstädt

Der Bahnhof Buttstädt ist eine Betriebsstelle von Buttstädt im Landkreis Sömmerda in Thüringen. Er befindet sich an der Bahnstrecke Straußfurt–Großheringen. Bis zum Jahre 1968 war er Anschlussbahnhof.

## Lage
Der Buttstädter Bahnhof befindet sich am Streckenkilometer 35,1 der Bahnstrecke Straußfurt–Großheringen (Pfefferminzbahn). Zudem war er von 1910 bis 1968 Ausgangspunkt (km 0,0) der Bahnstrecke nach Rastenberg.
Der Bahnhof liegt etwa 500 Meter nördlich des Ortskerns von Buttstädt. Es grenzt die Straße Am Bahnhof und kreuzt die Landstraße 1057 (Rastenberger Straße). Weitere 500 Meter weiter nördlich befindet sich die Neubaustrecke Erfurt–Leipzig/Halle. Weiter in Richtung Westen kreuzt die Pfefferminzbahn die Neubaustrecke.
Die in Richtung Osten auf der Pfefferminzbahn benachbarte Station ist der Bahnhof Tromsdorf, in fast vier Kilometern Entfernung. Dieser liegt bereits auf dem Gebiet von Sachsen-Anhalt. In der andere Himmelsrichtung ist dies der Haltepunkt Guthmannshausen, der etwa zwei Kilometer entfernt gelegen ist. An der ehemaligen Strecke nach Rastenberg beträgt der Abstand zur nächsten Station, dem Bahnhof Hardisleben, etwa drei Kilometer.

## Geschichte
Am 14. August 1874 ging der Bahnhof Buttstädt an der Pfefferminzbahn in Betrieb.
1887 wurde die Schmalspurbahn Weimar–Rastenberg/Großrudestedt eröffnet. Diese Strecke berührte Buttstädt anfangs jedoch noch nicht. 1891 entstand eine Verbindung von der Schmalspurbahn zum Buttstädter Bahnhof. Der Schmalspurbahnhof lag nördlich des Staatsbahnhofes und hatten ein eigenes Empfangsgebäude. Aufgrund der Erschließung von Kalivorkommen und daraus vermutetem Güterverkehrsaufkommen kam es im Jahre 1910 zum Bau einer normalspurigen Strecke zwischen Buttstädt und Rastenberg. Die Anlagen der neuen normalspurigen Bahn nach Buttstädt befanden sich ebenfalls nordwestlich der der Pfefferminzbahn. Dies war das Gebiet der früheren Schmalspuranlagen. Laut einem Gleisplan aus 1909, der bereits die Planungen der neuen Bahn darstellt, sind beide Bahnhofsteile mit einem Gleis verbunden, die Übergabe erfolgte in den beiden nördlichsten Gleisen des Staatsbahnhofes.
1968 stellte man den Betrieb auf der Rastenberger Strecke ein. Seitdem handelt es sich bei Buttstädt unter Berücksichtigung seiner Lage im Netz nur noch um einen Zwischenbahnhof. Auf der Rastenberger Strecke übernahmen ab diesem Zeitpunkt Lastwagen und Omnibusse den Verkehr.
1996/97 wurden die Gleisanlagen zurückgebaut. Die Ladegleise mit den Nummer 6 und 7 entfernte man komplett.
Im Jahre 2012 erfolgte die Modernisierung der beiden Bahnsteige. Zusätzlich wurden die Zugänge barrierefrei gestaltet. Auch das Beleuchtungs- und Wegeleitsystem erneuerte man. Ein neues Wartehaus an Bahnsteig 1 ersetzt seitdem die alte Überdachung aus Holz. Ebenso ging ein dynamischer Schriftanzeiger in Betrieb. Insgesamt wurden dafür 400.000 Euro ausgegeben. Bereits 2006 waren diese Modernisierungsmaßnahmen einmal geplant gewesen.
Zum Fahrplanwechsel im Dezember 2017 wurde der Personenverkehr auf dem Abschnitt zwischen Buttstädt und Großheringen eingestellt. Somit ist Buttstädt seitdem Endbahnhof für die aus Sömmerda kommenden Züge.

## Anlagen

### Bahnsteige und Gleise

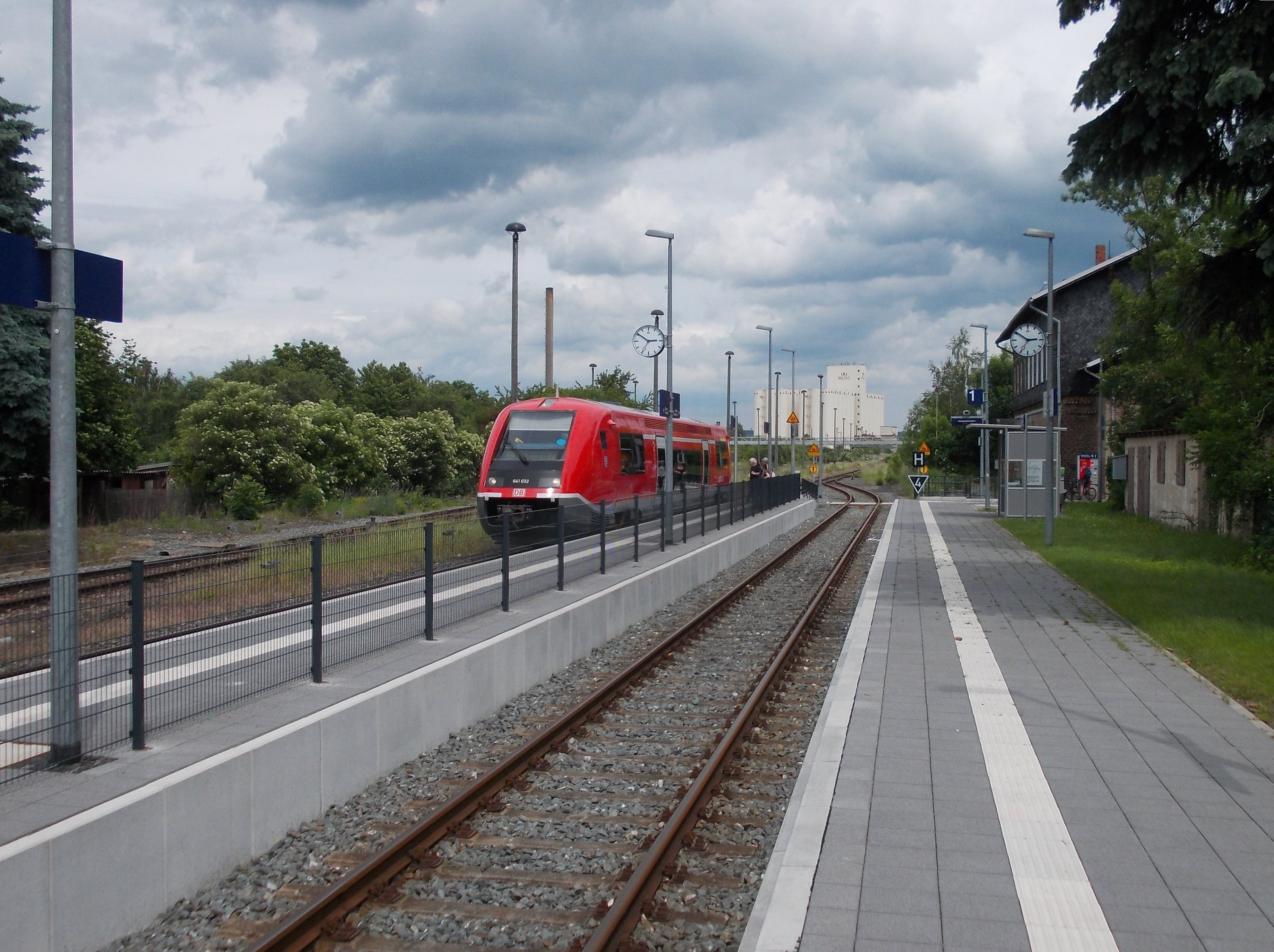
Bahnsteige nach der Modernisierung (2013)

Die beiden modernisierten Bahnsteige (1 und 2) haben eine Länge von 60 Metern und eine Höhe von 55 Zentimetern.

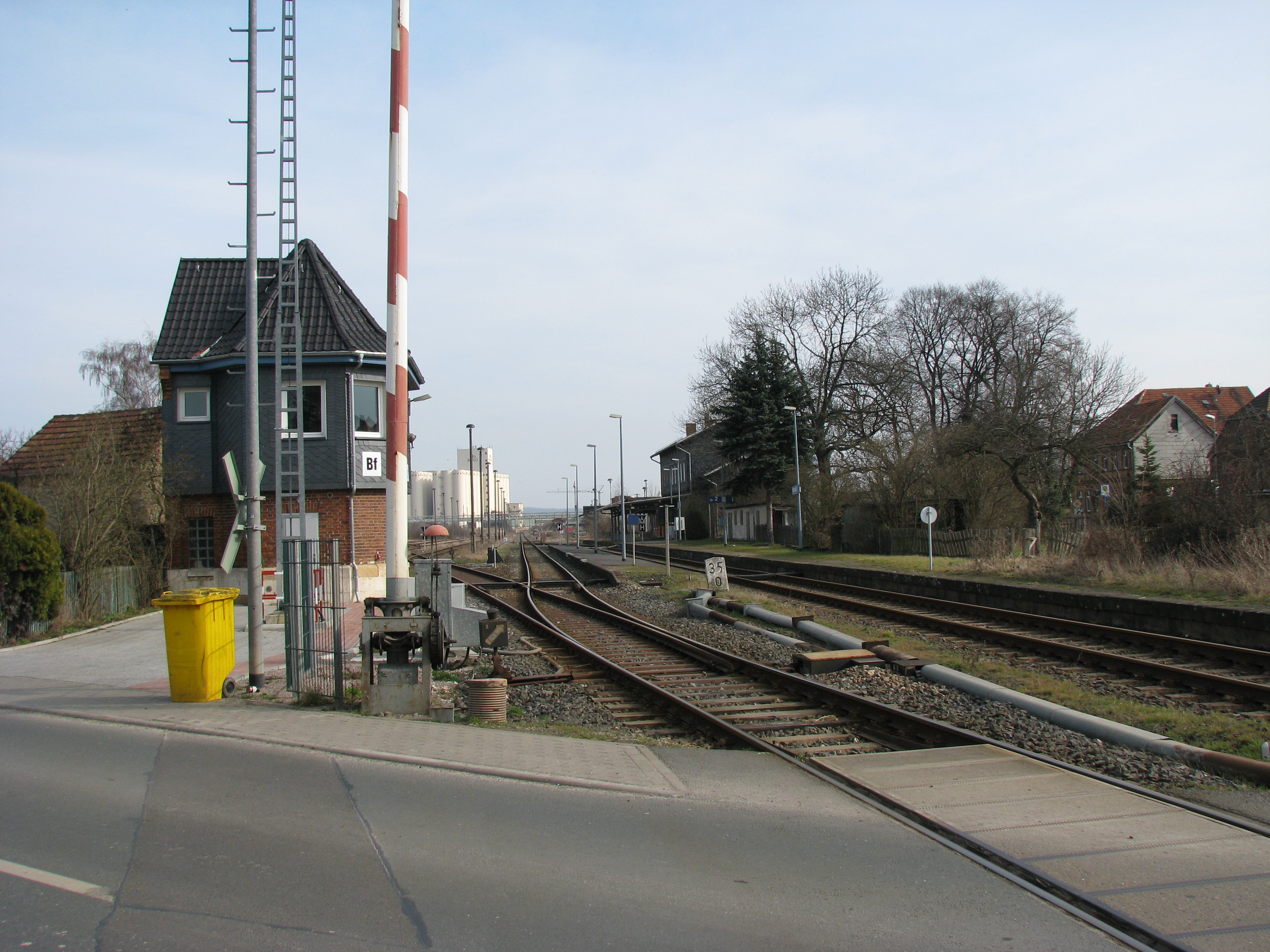
Bahnhof vor der Modernisierung (2008)

In den 2010er Jahren verfügte der Bahnhof über folgende Gleise:
| Gleis | Zweckbestimmung             | Nutzlänge                                             | Bemerkungen                  |
| ----- | --------------------------- | ----------------------------------------------------- | ---------------------------- |
| 1     | Kreuzungsgleis              | 115 m                                                 | nur in Richtung Eckartsberga |
| 2     | durchgehendes Hauptgleis    | Richtung Eckartsberga 65 m Richtung Olbersleben 450 m | für Durchfahrten zugelassen  |
| 4     | Kreuzungs- und Überholgleis | 430 m                                                 | nur Güterzüge                |
| 7     | Abstellgleis                | 165 m                                                 | mit Kopf- und Seitenrampe    |
| 8     | Freiladegleis               | 115 m                                                 | Ladestraße                   |

### Stellwerke und Signale
Im Laufe der Zeit entstanden in Buttstädt zwei Stellwerke: 1909 waren alle Weichen noch ortsbedient, sodass es bis dahin noch kein Stellwerk gegeben haben kann.
| Bezeichnung | Funktion | Typ                      | Außerbetriebnahme | Bemerkungen                                   |
| ----------- | -------- | ------------------------ | ----------------- | --------------------------------------------- |
| B1          | Fdl      | mechanisch, Bauart Jüdel | in Betrieb        | mit Lichtsignal und einer elektrischen Weiche |
| W2          | Ww       | mechanisch, Bauart Jüdel | 26. März 2007     |                                               |

Es gibt zwei Einfahrsignale, die den Bahnhof gegen die freie Strecke abgrenzen. Sie tragen die Bezeichnungen A (km 34,363) und H (km 36,069).

### Empfangsgebäude
Das Empfangsgebäude an der Pfefferminzbahn ist ein Fachwerkbau und befindet sich südlich der Gleisanlagen. Die normalspurige Nebenbahn nach Rastenberg besaß zusätzlich ein eigenes Empfangsgebäude, dass auch südlich von deren Gleisen lag.

## Zugleitbetrieb
Auf der Pfefferminzbahn herrscht Zugleitbetrieb. Der Bahnhof Buttstädt ist dabei Zugleitstelle für den Abschnitt zwischen Kölleda und Großheringen. Zu diesem gehören auch die unbesetzten Zuglaufstellen Olbersleben und Eckartsberga.

## Verkehr
Zweistündlich verkehren Regionalbahnen der Linie RB 27 der Erfurter Bahn nach Sömmerda.
Örtliche Buslinien verbinden den Bahnhof unter anderem mit Weimar, Rastenberg, Sömmerda und mit dem Ortskern von Buttstädt.
Im Güterverkehr wird unter anderem die Iruso GmbH, ein Getreidehandel, bedient. Diese besitzt ein Anschlussgleis. Einst verfügte sie über eine eigene Werklok aus russischer Produktion.